# Саман Агазагані
Саман Агазагані (перс. سامان آقازمانی; нар. 14 січня 1989, Тегеран, Іран) — іранський футболіст, півзахисник.

## Клубна кар'єра
Вихованець «Сайпи», у складі якого 2008 року розпочав дорослу футбольну футбольну кар'єру. Виступав на позиції опорного півзахисника або правого захисника. У червні 2009 року приєднався до «Персеполіса». Згодом продовжив контракт з клубом на 3 роки, за яким повинен був виступати в «Персеполісі» до 2015 року. 13 січня 2014 року підписав 2,5-річний контракт з «Рах Аханом».
У 2014 році підсилив «Арарат» (Єреван). З 2015 по 2018 рік виступав за «Саба Кум» та «Нафт Тегеран». Завершив кар'єру гравця 2019 року у футболці «Алюмініуму» (Ерак).

## Кар'єра в збірній
Виступав за юнацьку, молодіжну та олімпійську збірні Ірану.

## Статистика виступів

### Клубна
| Клубні виступи    | Клубні виступи    | Клубні виступи        | Чемпіонат | Чемпіонат | Кубок       | Кубок       | Континентальні | Континентальні | Загалом | Загалом |
| Сезон             | Клуб              | Ліга                  | Матчі     | Голи      | Матчі       | Голи        | Матчі          | Голи           | Матчі   | Голи    |
| Іран              | Іран              | Іран                  | Ліга      | Ліга      | Кубок Ірану | Кубок Ірану | Азія           | Азія           | Загалом | Загалом |
| ----------------- | ----------------- | --------------------- | --------- | --------- | ----------- | ----------- | -------------- | -------------- | ------- | ------- |
| 2008–09           | «Сайпа»           | Про-ліга              | 2         | 0         | 0           | 0           | 0              | 0              | 2       | 0       |
| 2009–10           | «Персеполіс»      | Про-ліга              | 7         | 0         | 0           | 0           | –              | –              | 7       | 0       |
| 2010–11           | «Персеполіс»      | Про-ліга              | 12        | 0         | 4           | 0           | 5              | 0              | 21      | 0       |
| 2011–12           | «Персеполіс»      | Про-ліга              | 18        | 0         | 2           | 0           | 4              | 0              | 24      | 0       |
| 2012–13           | «Персеполіс»      | Про-ліга              | 9         | 0         | 0           | 0           | –              | –              | 9       | 0       |
| 2012–13           | «Рах Ахан»        | Про-ліга              | 12        | 0         | 0           | 0           | –              | –              | 12      | 0       |
| 2013–14           | «Рах Ахан»        | Про-ліга              | 14        | 0         | 3           | 0           | –              | –              | 17      | 0       |
| 2014–15           | «Арарат» (Єреван) | Прем'єр-ліга Вірменії | 10        | 2         | 0           | 0           | –              | –              | 10      | 2       |
| 2015–16           | «Саба Кум»        | Про-ліга              | 18        | 0         | 0           | 0           | –              | –              | 18      | 0       |
| Усього за кар'єру | Усього за кар'єру | Усього за кар'єру     | 104       | 2         | 9           | 0           | 9              | 0              | 120     | 2       |

## Досягнення
«Персеполіс»
- Кубок Ірану
  -  Володар (2): 2009/10, 2010/11